# لورین گری
لورن گری (انگلیسی: Lorraine Gary؛ زادهٔ ۱۶ اوت ۱۹۳۷) یک هنرپیشه اهل ایالات متحده آمریکا است. وی بین سال‌های ۱۹۶۷ تا ۱۹۸۷ میلادی فعالیت می‌کرد.

## گزیده فیلمشناسی
از فیلم‌ها یا برنامه‌های تلویزیونی که وی در آن نقش داشته‌است می‌توان به آثار زیر اشاره کرد.
- آرواره‌ها (۱۹۷۵)
- آرواره‌ها ۲ (۱۹۷۸)
- ۱۹۴۱ (فیلم) (۱۹۷۹)
- آرواره‌ها: انتقام (۱۹۸۷)
- ویرجینیایی (۱۹۶۷)
- آیرونساید (مجموعه تلویزیونی) (۱۹۶۸)
- آیرونساید (مجموعه تلویزیونی) (۱۹۶۹)
- ویرجینیایی (۱۹۶۹)
- مک‌کلاود (۱۹۷۰)
- ویرجینیایی (۱۹۷۰)
- آیرونساید (مجموعه تلویزیونی) (۱۹۷۰)
- نایت گالری (۱۹۷۲)
- آیرونساید (مجموعه تلویزیونی) (۱۹۷۳)
- کوجک (مجموعه تلویزیونی) (۱۹۷۳–۷۴)
- دکتر مارکوس ولبی (۱۹۷۴)